# Paddy John
Paddy John (Zwedru, 23 februari 1990) is een voormalig Nederlands profvoetballer die als aanvaller speelde. 

## Carrière
Paddy wordt net als zijn broer Collins en broertje Ola gescout door FC Twente. Daarvoor voetbalde hij zoals zijn broers bij VV DES uit Nijverdal. Hij doorliep de gehele voetbalacademie en speelt daarnaast ook af en toe in het beloftenelftal van FC Twente. In de winterstop van 2008/09 maakt hij de overstap naar Heracles Almelo. Op 30 januari maakt hij zijn debuut voor de club uit Almelo. Tegen Roda JC valt hij in en geeft hij een assist op Vojtěch Schulmeister. Het duel ging met 3-1 verloren. In totaal kwam hij in zijn eerste seizoen vijf keer in actie. Onder de nieuwe trainer Gertjan Verbeek krijgt hij echter geen speelminuten. In maart kreeg John dan ook te horen dat zijn contract niet wordt verlengd en tekent hij bij RKC Waalwijk een contract voor twee seizoenen met een optie op nog een jaar. Hij speelde in een half jaar tijd negen duels voor de club en liet vervolgens zijn contract ontbinden. In de hoop op meer speeltijd tekende hij vervolgens voor een half jaar bij Fortuna Sittard. In de zomer van 2011 vertrok hij vervolgens naar het Duitse VfL Osnabrück. In 2012 stapte hij over naar AGOVV Apeldoorn. Na het faillissement van de Apeldoornse vereniging zat John echter zonder club. Hij bracht sneakercollecties uit. Medio 2014 probeerde hij zijn voetbalcarrière weer op te pakken en trainde mee bij ADO Den Haag en FC Emmen. Medio 2016 tekende John een eenjarig contract bij GVVV maar vertrok reeds in januari 2017. Medio 2018 ging John voor Barbaros spelen.

## Clubstatistieken
| Seizoen | Club            | Land      | Competitie     | Duels | Goals |
| ------- | --------------- | --------- | -------------- | ----- | ----- |
| 2008/09 | Heracles Almelo | Nederland | Eredivisie     | 5     | 0     |
| 2009/10 | Heracles Almelo | Nederland | Eredivisie     | 0     | 0     |
| 2010/11 | RKC Waalwijk    | Nederland | Eerste divisie | 9     | 1     |
| 2010/11 | Fortuna Sittard | Nederland | Eerste divisie | 14    | 2     |
| 2011/12 | VfL Osnabrück   | Duitsland | 3. Liga        | 10    | 0     |
| 2012/13 | AGOVV Apeldoorn | Nederland | Eerste divisie | 3     | 0     |
| Totaal  | Totaal          | Totaal    | Totaal         | 41    | 3     |

Laatst bijgewerkt op 26 augustus 2012 17:46 (CEST)

### Erelijst
- Super Cup A-junioren: 2007 (Twente/Heracles)
- Otten Cup: 2008 (Twente/Heracles)